# Najla AlKanderi
 (août 2019).
Najla Ibrahim AlKanderi (arabe : نجلاء إبراهيم الكندري ; née le 30 août 1977 à Koweït) est une animatrice de télévision et productrice de télévision koweïtienne. 
Elle présente plusieurs émissions à la télévision du Koweït, notamment "Bel Kuwaiti" et "Layali Al Koweït",,.